# Siming Neijiaquan
Siming Neijiaquan (四明内家拳, pugilato della famiglia interna di Siming) è uno stile interno di arti marziali cinesi. È chiamato anche semplicemente Neijiaquan ed a livello popolare è anche conosciuto come Etoujingquan (鹅头颈拳, pugilato del collo dell'anatra).

## Le origini
Il Siming Neijiaquan si fa risalire alle svariate esperienze di Famiglia Interna che hanno caratterizzato il Wushu della provincia di Zhejiang a partire dall'epoca della dinastia Ming: Huang Zongxi (黄宗羲, 1610-1695) a cui Zhang Sanfeng, secondo il Wang Zhengnan muzhiming, avrebbe trasmesso il Neijiaquan; Zhang Songxi (张松溪); Ye Jimei (叶继美); Wang Zhengnan (王征南); ecc. In particolare nell'area del Simingshan, nell'ovest della provincia di Zhejiang, il Neijiaquan è stato trasmesso da Zhang Songxi fino a Huang Baijia (黄百家) ed in seguito è caduto nell'oblio. I praticanti di Taijiquan, di Xingyiquan e di Baguazhang, riesumarono il nome di questa scuola, per definire l'unione di principi, quindi esso venne ad essere una categoria di Wushu e perciò quello che era il Neijiaquan venne rinominato per precisione Siming Neijiaquan.
Nel 2004 un nipote di Xia Mingtu e di dodicesima generazione nella discendenza di Zhang Songxi, Xia Baofeng (夏宝峰), è diventato presidente del ramo dell'Associazione di Wushu di Ningbo (宁波) che si occupa del Siming Neijiaquan.
- vedi anche Wang Zhengnan muzhiming

## I contenuti
Questo è un elenco di contenuti del Neijiaquan redatto dal maestro Xia Mingtu (夏明土):
Qishier jiayi de bianfa (七十二加一的变法); Sanshijiu dafa (三十九打法); Ershisi jiayi de zhengce (二十四加一的正侧); Xiao jiu tian (小九天, che sono 18 metodi Yin Yang); Shier cheng yi (十二成一, che sono 13 lavori sul cinabro); Guanqi jue (贯气诀, formule propiziatorie); Wen shi duan (文十段); Wu shi duan (武十段); Shier duan jin (十二段锦, dodici pezzi di broccato); inoltre l'arte della grande spada (changjian 长剑) e conoscenze di traumatologia.

## Il Simingpai Wushu
Simingpai Wushu (四明派武术, Arte marziale della scuola Siming) è una scuola fondata dal maestro Wang Bo (汪波) sulle radici dell'insegnamento del bonzo Huiliang (慧良婵师 Huiliang Chanshi) del Simingshan (四明山), nella provincia di Zhejiang. Raccoglierebbe l'eredità delle arti marziali e degli esercizi per la salute del Simingshan (四明山), ma anche del Songxi Neijiaquan (松溪内家拳) attribuita al maestro Zhang Songxi (张松溪) e Fojiaquan. Inoltre sintetizza altre conoscenze di Wang Bo: Yangshi Taijiquan appreso dal maestro Tian Zhaolin (田兆麟); Chenshi Taijiquan appreso da Chen Fake (陈发科); Quanyou Laojia; Baguazhang appreso da Jiang Rongqiao (姜容樵); Wudangjian; ecc.
Questa pratica cerca l'equilibrio tra Wu (tecnica marziale) e Wen (dimensione spirituale legata alla quiete ed alla longevità).
Questo è un elenco parziale che andrà approfondito nella biografia del maestro Wang Bo.